# Tom Cruise
Thomas "Tom" Cruise Mapother IV, född 3 juli 1962 i Syracuse i New York, är en amerikansk skådespelare och filmproducent.
Cruise inledde sin skådespelarkarriär på 1980-talet i ungdomsfilmer och fick sitt genombrott med Föräldrafritt (1983). Han fick sedan ett internationellt brett genombrott som stridspiloten 'Maverick' i Top Gun (1986) och blev en prisad skådespelare med Född den fjärde juli (1989) då han mottog sin första Golden Globe. Han tilldelades samma pris för sina insatser i Jerry Maguire (1996) och Magnolia (1999). För samma filmer har han också Oscarnominerats. I maj 2021 återlämnade han sina priser i protest mot organisationens brist på mångfald.
Han spelade också i Stanley Kubricks sista film Eyes Wide Shut (1999) innan han fick motgångar under 2000-talet med kontroversiella uttalanden och ageranden inom scientologin där han bråkade med kollegor som Brooke Shields och Steven Spielberg. Det gick så långt att filmbolaget Paramount Pictures avbröt alla samarbeten. Med den oigenkännliga rollen som Les Grossman i komedin Tropic Thunder (2008), och att han tonade ner, samt förbjöd journalister att fråga om Scientologi, skulle han få ett uppsving och har sedan dess varit en av de mest inkomstbringande och mest inflytelserika skådespelarna i världen.

## Biografi

### Uppväxt
Tom Cruise föddes som den enda sonen till elektroingenjören Thomas Mapother III (1934–1984) och specialläraren Mary Lee (född Pfeiffer 1936, död 2017), som båda föddes i Louisville i Kentucky. Cruise har tre systrar vid namn Lee Anne, Marian och Cass. Hans kusin William Mapother är också en skådespelare och har synts bredvid Cruise i fem filmer. Familjen växte upp i fattigdom och katolskt. Cruise har vittnat om att hans far mobbade och misshandlade honom under uppväxten och har kallat honom för "en handelsman inom kaos". Fadern dog i cancer 1984.
Cruise gick på femton skolor under fjorton år. Han spenderade några av sina tidigare år i Kanada då hans far arbetade som försvarskonsult för Kanadas försvarsmakt. De flyttade 1971 till Beacon Hill i Ottawa där han gick i fjärde och femte klass. Det var också där han blev introducerad för teater, då han och sex andra pojkar i klassen skrev en egen pjäs. I sjätte klass bytte han skola igen, dock fortfarande i Ottawa. Samma år lämnade hans mor fadern och flyttade med barnen tillbaka till USA. 1978 gifte hon om sig med Jack South. När Cruise var fjorton studerade han i ungefär ett år i katolsk skola för att bli präst inom franciskan. Präster på skolan har berättat att han hoppade av studierna för att återigen flytta med sin familj medan en klasskamrat menar att de blev tagna på bar gärning då de drack sprit.
I sina sista skolår på gymnasiet spelade han amerikansk fotboll i positionen linebacker och blev även där sparkad från skollaget då han drack alkohol före en match. Istället medverkade han i en skolpjäs då de satte upp musikalen Guys and Dolls. 1980 examinerades han från Glen Ridge High School i Glen Ridge, New Jersey. När han fyllde 18 flyttade Cruise till New York efter sin mor och styvfars tillåtelse för att jaga en skådespelarkarriär.

### Tidiga roller och genombrott
Cruises tid i New York blev inte mycket mer än arbete som servitör, istället åkte han till Los Angeles för att provspela för diverse TV-serier. Istället för roller fick han en agentur som ordnade en väldigt liten roll i filmen Endless Love (1981), vilket blev hans debut. Han skulle samma år synas i sin första större biroll i Tapto. Han var egentligen anställd som statist men regissören Harold Becker blev imponerad av Cruise och gav honom en större roll. Han skulle sedan bli en del av ensemblen i den av Francis Ford Coppola regisserade filmen Outsiders (1983) som i efterhand utmärkte sig för att tidigt ha samlat många framtida stora stjärnor som Rob Lowe, Emilio Estevez, Matt Dillon, Patrick Swayze, Ralph Macchio, Diane Lane och C. Thomas Howell. Det blev också katalysatorn till det som senare kallades Brat Pack.
Cruise syntes 1983 även i de mindre filmerna Losin' It och Ta chansen! Även Föräldrafritt fick premiär det året, vilket skulle bli hans genombrott. Den fick ett enormt genomslag och har figurerat på flera listor om tidernas bästa "High School"-film. Den har också blivit ett populärkulterellt fenomen där särskilt den ikoniska scenen då Cruise, iklädd rosa skjorta, vita boxerkalsonger och strumpor, glider på golvet och dansar till Bob Segers låt "Old Time Rock and Roll". Cruise blev nominerad för sin första Golden Globe för rollen. Han medverkade sedan i den av Ridley Scott regisserade fantasyfilmen Legenden - mörkrets härskare (1985). Filmen blev ett finansiellt misslyckande och sågades av kritiker men har i efterhand blivit en kultfilm.
Cruise stjärnstatus skulle katapultera med hans roll som stridspiloten 'Maverick' i Top Gun (1986). Han blev erbjuden rollen efter att produktionsbolaget sett honom i Föräldrafritt och var först motvillig till att ta den. Men Ridley Scott, bror till regissören Tony Scott, övertalade honom medan de spelade in Legenden - mörkrets härskare. Även om filmen fick ett mediokert mottagande från kritiker blev det en enorm finansiell succé och det årets mest inkomstbringande film. Filmen blev också ett populärkulturellt fenomen som har parodierats i otaliga kulturella verk. Filmen gjorde också att en hel generation unga människor ville bli piloter och ansökningar till det amerikanska flygvapnet ökade markant.

### Kritikerrosade roller
Cruise följde upp Top Gun med den Martin Scorsese regisserade The Color of Money - Revanschen samma år. Han medverkade tillsammans med Paul Newman och deras kemi skulle precis som filmen hyllas bland kritiker. Han medverkade sedan i den brutalt sågade filmen Cocktail (1988) vilket gav honom en nominering till Sämsta skådespelare på Golden Raspberry Awards. Trots sågningarna blev den en enorm finansiell framgång. Samma år syntes han även i Rain Man tillsammans med Dustin Hoffman. Filmen skulle hyllas för de båda skådespelarna samt regin och skulle komma att vinna i kategorin Bästa film på Oscarsgalan. Den blev också en stor ekonomisk succé och ett populärkulturellt fenomen. Filmen har också utsetts som katalysatorn till att många skådespelare vunnit en Oscar på att spela en karaktär med någon form av funktionsnedsättning. Året efter vann till exempel Daniel Day-Lewis en Oscar för sin insats i Min vänstra fot (1989).

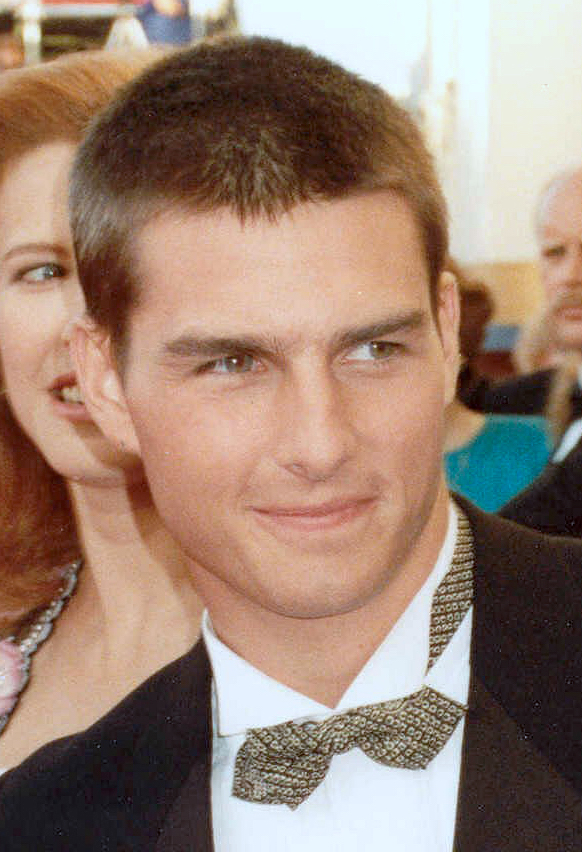
Tom Cruise på Oscarsgalan 1989.

Cruise porträtterade Vietnamkrigsveteranen Ron Kovic i Född den fjärde juli (1989). Filmkritikern Roger Ebert skrev: "Ingenting som Cruise har gjort kommer förberedda dig på vad han gör i Född den fjärde juli... hans framträdande är så bra att det lyfter hela filmen." Hans insats belönade honom med en Golden Globe Award för Bästa skådespelare. Han skulle också bli nominerad till sin första Oscar samt BAFTA och People's Choice Award. Han skulle i sina båda nästa filmer Days of Thunder (1990) och Drömmarnas horisont (1992) spela mot sin dåvarande fru Nicole Kidman. I båda filmerna var hon dessutom karaktärens kärleksintresse. Han skulle sedan medverka tillsammans med Jack Nicholson och Demi Moore i På heder och samvete (1992) som blev en framgång bland både kritiker och publik även om det var Nicholson som "stal rampljuset". Även hans nästa film, Firman (1993) skulle få ett bra mottagande. Cruise lyckades få in i sitt kontrakt för filmen att det bara var hans namn som skulle synas på postern trots stora namn som Gene Hackman och Holly Hunter. 
Cruise medverkade tillsammans med Brad Pitt, Antonio Banderas och Christian Slater i En vampyrs bekännelse (1994) som baserades på den bästsäljande romanen med samma namn av Anne Rice. Rice motsatte sig först att Cruise fick rollen som vampyren Lestat de Lioncourt då hon hade föreställt sig Julian Sands i rollen. Efteråt skulle hon dock hylla Cruise för hans insats och bad om ursäkt för att hon tvivlade på honom. Han skulle sedan både producera och spela huvudrollen som Ethan Hunt i nyinspelningen av Mission: Impossible (1996). Cruise avstod sin vanliga lön på 20 miljoner dollar för att istället få procent på filmens inkomster. Filmen fick mediokra recensioner men blev årets tredje mest inkomstbringande film. Samma år spelade han också titelrollen i sportdramat Jerry Maguire som blev en stor kommersiell succé och kritikerrosad. Filmen blev också ett populärkulturellt fenomen, särskilt med de två replikerna "you had me at hello" och “show me the money!” som Cruise levererade. Cruise nominerades för en Oscars för rollen och vann sin andra Golden Globe.
Cruise medverkade sedan i sitt mest ambitiösa projekt i sin karriär då Stanley Kubricks Eyes Wide Shut (1999) tog 15 månader att filma. En scen där Cruise bara går igenom en dörr gjordes det 95 tagningar av. Det skulle bli Kubricks sista film då han dog bara sex dagar efter han visat upp den färdiga filmen för filmbolaget. I filmen spelade Cruise återigen ett par med sin dåvarande fru Nicole Kidman. Peter Bradshaw på The Guardian skrev: "Särskilt Cruise lämnar ut sig i ett vildsint engagerat sätt då han försöker göra allt som en skådespelare". Cruise skulle samma år ta en, något som i hans karriär är ovanligt, biroll i Magnolia. Cruise hade varit ett stort fan av regissören Paul Thomas Anderssons förra film Boogie Nights (1997) och tog själv kontakt med honom i hopp om att få en roll i hans nästa film. Filmen blev unisont hyllad och har synts på flertalet listor om tidernas bästa filmer. Cruise blev Oscarsnominerad för sin insats och skulle vinna sin tredje Golden Globe.

### Etablerad karriär
Cruise repriserade sin roll som Ethan Hunt i uppföljaren Mission: Impossible II (2000). Precis som förra filmen mottog den ljumna recensioner men blev det årets mest inkomstbringande film. Han medverkade sedan i en amerikansk nyinspelning av den spanska science fiction filmen Abre los ojos (Open Your Eyes) (1997) som fick namnet Vanilla Sky (2001). Cruise köpte själv rättigheterna till filmen för att få göra en egen version av den. Till skillnad från det spanska originalet blev denna version inte väl mottagen av recensenter. Cruise fortsatte med science fiction även i sin nästa film, den dystopiska Minority Report (2002) regisserad av Steven Spielberg. Filmen fick ett gott mottagande och har i efterhand blivit uppmärksammad för den lyckades förutse teknik som riktad personlig reklam och kameraigenkänning. Han skulle sedan medverka i perioddramat Den siste samurajen (2003) vilken gav honom ytterligare en nominering till en Golden Globe.
Cruise spelade sedan lönnmördare i Collateral (2004) i vilken även Jamie Foxx, Jada Pinkett Smith och Mark Ruffalo medverkade. Filmen skulle få ett bra mottagande från kritiker särskilt för regissören Michael Manns foto och Cruises insats. Han återförenades med Steven Spielberg i Världarnas krig (2005), en lös fritolkning av romanen med samma namn av H.G. Wells. Trots ett godkänt mottagande från kritiker blev Cruise dubbelt nominerad på Golden Raspberry Awards som Sämsta skådespelare och "Mest tröttsamma tabloidmåltavla". Han repriserade sedan sin roll som Ethan Hunt i Mission: Impossible III  (2006). Filmen skulle till skillnad från föregångarna få ett positivt bemötande från kritiker, men blev inte samma finansiella succé även om den blev årets åttonde mest inkomstbringande film. Nyhetskanalen CBS News trodde det kunde bero på att South Park-fans bojkottade filmen då Cruise fick filmbolaget att censurera serien efter att ha skämtat om scientologi och ett avsnitt där de porträtterar Cruise som en homosexuell i garderoben.

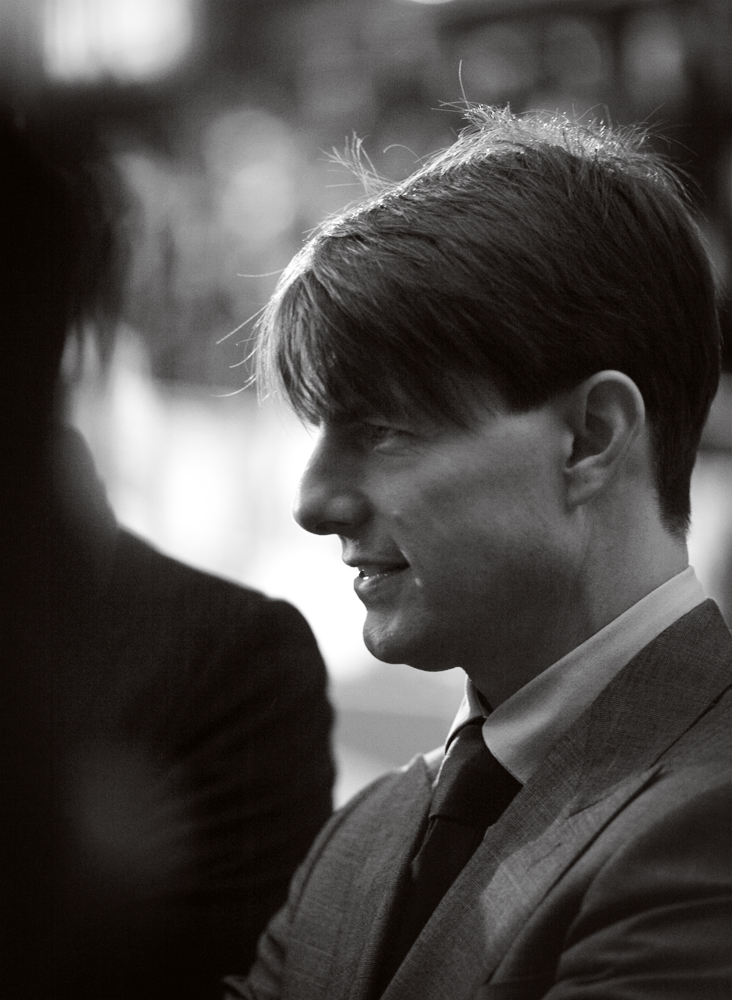
Cruise på London Film Festival, 2007 inför premiären av Lejon och lamm.

Cruise gjorde än en gång en, för honom, ovanlig biroll i den av Robert Redford regisserade Lejon och lamm (2007). Filmen skulle misslyckas både bland kritiker och biografbesökare. Han skulle sedan porträttera den konspirerande översten Claus von Stauffenberg i det historiska dramat Valkyria (2008). Att Cruise medverkade i filmen som medlem i scientologin blev kontroversiellt i Tyskland då myndigheterna bedömt det som en farlig kult. Filmen fick ett mediokert mottagande av kritiker men blev en finansiell succé. Under denna period ansågs Cruise vara en kontroversiell skådespelare även inom branschen och resten av världen. Han var i bråk med Steven Spielberg för att, istället för att göra reklam för filmen Världarnas krig (2005), hade han bara pratat om sin nya kärlek Katie Holmes. Han bråkade också med skådespelerskan Brooke Shields då han anklagade henne för att sprida desinformation för att hon var öppen med sina antidepressiva mediciner. Filmbolaget Paramount Pictures bröt sina samarbeten. Hans filmer och roller, även om de fortfarande var succéer, ansågs vara förutsägbara och något tråkiga. Hans popularitet skulle få ett uppsving med en överraskande och oigenkännliga roll som Les Grossman i komedin Tropic Thunder (2008). Ben Stiller, som även regisserade filmen, hade närmat sig Cruise med rollen som Stillers rollfigurs agent. Cruise föreslog istället att han skulle vara chef för filmbolaget och tillsammans utvecklade de karaktären som krävde att Cruise hade en dräkt som gjorde honom större och skallig. Filmen skulle bli kritikerrosad och en ekonomisk succé. Cruise nominerades också till en Golden Globe och rollen är ofta med på listor om Cruises bästa roller.

### Etablerad som actionhjälte
Cruise medverkade i actionkomedin Knight and Day (2010) i en roll som först var tilltänkt för Adam Sandler. Filmen fick inte något bra mottagande från kritiker men desto bättre från biopubliken. Han repriserade rollen som Ethan Hunt för fjärde gången i Mission: Impossible – Ghost Protocol (2011) vilken till skillnad från föregångarna blev kritikerrosad och skulle bli Cruises största finansiella succé vid tillfället. Cruise hade länge haft en önskan om att sjunga i en musikal men var osäker på om han kunde klara av det. Men redan efter en sånglektion där regissören Adam Shankman deltog fick han rollen som Stacee Jaxx i hårdrocksmusikalen Rock of Ages (2012). Före och under produktionen fortsatte Cruise ta sånglektioner fem timmar om dagen. Filmen skulle bli både sågad och ett finansiellt misslyckande men Cruise skulle hyllas för sin insats. Justin Chang skrev i Variety: "Med tatueringar, hård päls och ännu hårdare eyeshadow kanaliserar Cruise likar som Axl Rose och Keith Richards. Cruise njuter av tillfället att spela emot sitt typiska jag även när han möter sin största filmstjärneidentitet där han uppvisar en påfågels svassande som tittare inte har sett sedan Magnolia."

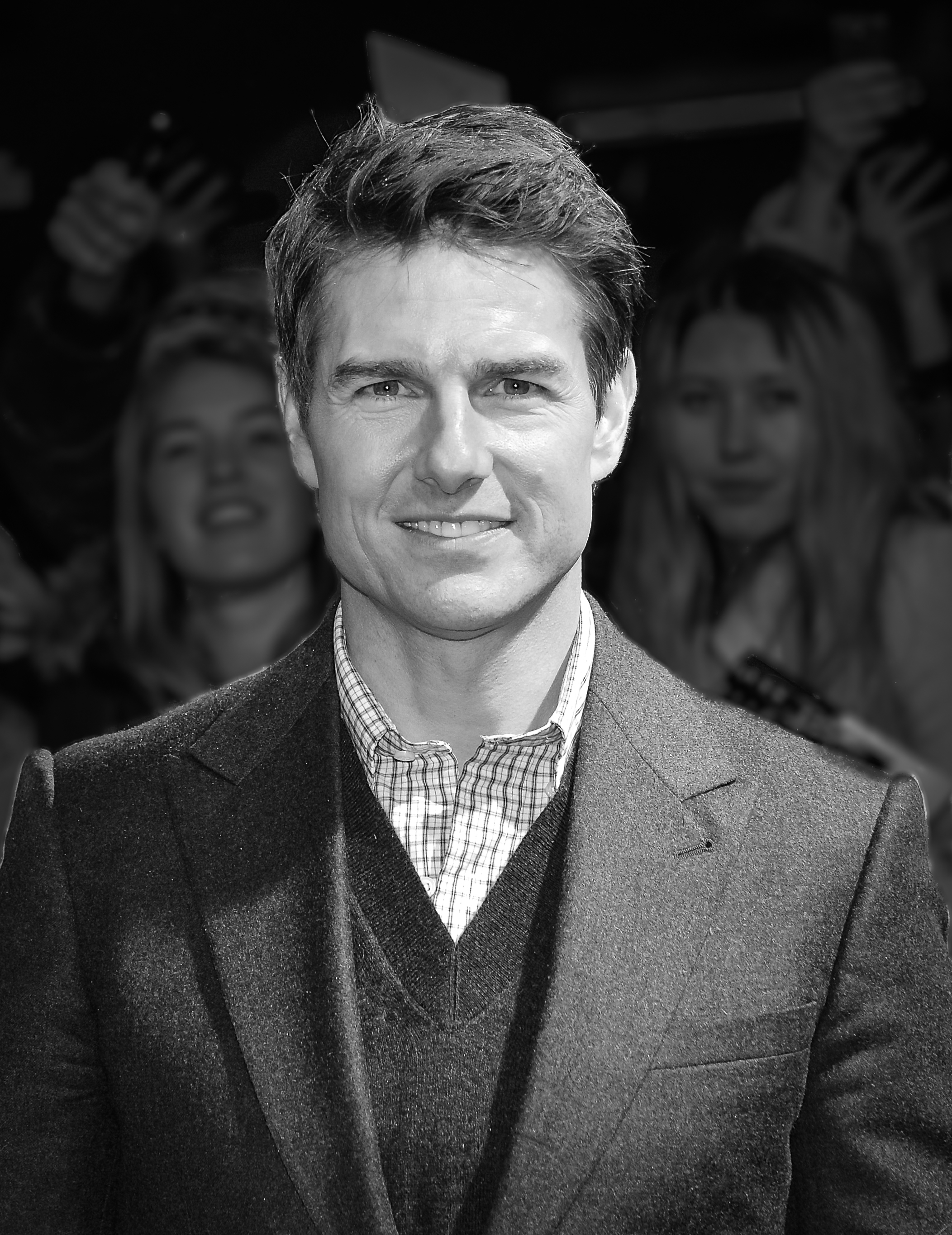
Tom Cruise möter svenska fans utanför Filmstaden Sergel vid Hötorget i Stockholm efter en visning av Jack Reacher i december 2012.

Cruise skulle sedan spela titelkaraktären i Jack Reacher (2012) som baserades på den brittiska författaren Lee Childs roman Prickskytten (2005). Filmen fick ett godkänt mottagande från kritiker och blev en kassasuccé. Han skulle återvända till science fiction-genren med Oblivion (2013) vilken baserades på regissören Joseph Kosinskis icke publicerade serieroman med samma namn. Den mottogs kyligt av kritiker men skulle spela in över 217 miljoner dollar. Han fortsatte med science fiction även i sin nästa film Edge of Tomorrow (2014) vilken blev kritikerrosad och spelade in över 370 miljoner dollar. Han repriserade rollen som Ethan Hunt för femte gången i Mission: Impossible – Rogue Nation (2015) vilken precis som föregångaren skulle bli både kritikerrosad och en finansiell succé. Han skulle sedan medverka i The Mummy (2017) som var en nyinspelning av filmen med samma namn från 1932 (Mumien vaknar på svenska). Cruise fick förutom en lön på 11 miljoner dollar också makt att påverka filmens utveckling. Filmen blev brutalt sågad av kritiker och trots att den drog in 400 miljoner dollar gick den med förlust på 95 miljoner dollar på grund av högre produktionskostnader än räknat och intensiv marknadsföring.
Cruise porträtterade piloten och langaren Barry Seal i American Made (2017) som blev kritikerrosad. Han repriserade sedan för sjätte gången Ethan Hunt i Mission: Impossible – Fallout (2018) som skulle, vid tillfället, bli Cruises största succé både kritikermässigt och finansiellt. I maj 2021 lämnade Cruise tillbaka sina tre Golden Globe-statyetter till galans grundare Hollywood Foreign Press Association som en protest mot organisationens bristande mångfald. Specifikt att det inte fanns någon svart medlem och att organisationen gav ekonomiska fördelar till vissa medlemmar. Cruise skulle reprisera sin roll som stritspiloten 'Maverick' i uppföljaren Top Gun: Maverick (2022). Filmen fick premiär på Cannes filmfestival där Cruise belönades med en heders Guldpalm. Filmen mottogs av en hyllande kritikerkår och skulle spela in mer än 1 miljard dollar vilket än idag (2024) är Cruises mest inkomstbringande film i hans karriär. Efter biljettintäkter, hans lön och fysisk försäljning var uträknat fick Cruise mer än 100 miljoner dollar för filmen.

### Vidare karriär
Cruise repriserade sin roll som Ethan Hunt för sjunde gången i Mission: Impossible – Dead Reckoning Part One (2023) som även den möttes av unisona hyllningar från kritiker. Filmen skulle trots sina 500 miljoner dollar i intäkter anses vara ett ekonomiskt misslyckande på grund av höga produktionskostnader. Anledningen till det låga besökarantalet ville man förklara med att man lämnade plats åt filmerna Oppenheimer (2023 och Barbie (2023) som hade premiär på samma dag två veckor efteråt. Under 2024 deltog Cruise i avslutningsceromonin av de olympiska spelen i Paris där han hoppade från taket till Stade de France.
Cruise kommer under 2025 att reprisera sin roll som Ethan Hunt i Mission: Impossible – The Final Reckoning. Han ska också medverka i regissören Alejandro G. Iñárritu kommande film Judy tillsammans med Sandra Hüller, John Goodman, Michael Stuhlbarg, Jesse Plemons och Sophie Wilde.

## Anseende
Cruise blev 2006, rankad som Hollywoods mest inflytelserika skådespelare och på plats 13 av samtliga personer på listan. Av tidningen Forbes blev han också rankad som den mest inflytelserika kändisen. Grundaren av CinemaScore ansåg 2013 att Cruise och Leonardo DiCaprio är "två stjärnor som det inte spelar någon roll om hur dålig filmen är, så lyckas de dra till sig biopublik". 2006 utsåg organisationen Japan Memorial Day Association den 10 oktober till "Tom Cruise-dagen" i Japan. Organisationen tyckte att han förtjänade en egen dag för "sin kärlek och nära band till Japan".
Cruises filmer har spelat in mer än 12 miljarder dollar, vilket har gjort honom till en av de mest inkomstbringande skådespelarna i världen. Han är fortsatt en av de högst avlönade skådespelarna. Cruise blev utnämnd av Guiness rekordbok för den mest konsekventa period för filmer som dragit in över 100 miljoner dollar under perioden 2012-2018.
Filmkritikern Roger Ebert har skapat uttrycket "Tom Cruise-film", efter likheterna mellan många av Cruises 80-talsfilmer. Ebert listade nio huvudingredienser som måste finnas i en "Tom Cruise-film": Cruise-karaktären, en mentor, en överlägsen kvinna, en talang som måste slipas, en skådeplats där det händer, en hemlighet eller hantverk han måste lära sig, spåret eller resan, prototypboven, och/eller fiende till karaktären. Även nyare filmer som På heder och samvete (1992) och Den siste samurajen (2003) följer formulan.

## Privatliv

### Relationer och giftermål
Cruise delar sin tid mellan boenden i Beverly Hills i Kalifornien, Clearwater i Florida och södra England, där han haft en rad boenden. I England har hand bland annat bott i centrala London, East Grinstead och Biggin Hill. Under den första halvan av 1980-talet hade Cruise förhållanden med Melissa Gilbert, Rebecca De Mornay, Patti Scialfa och Cher.

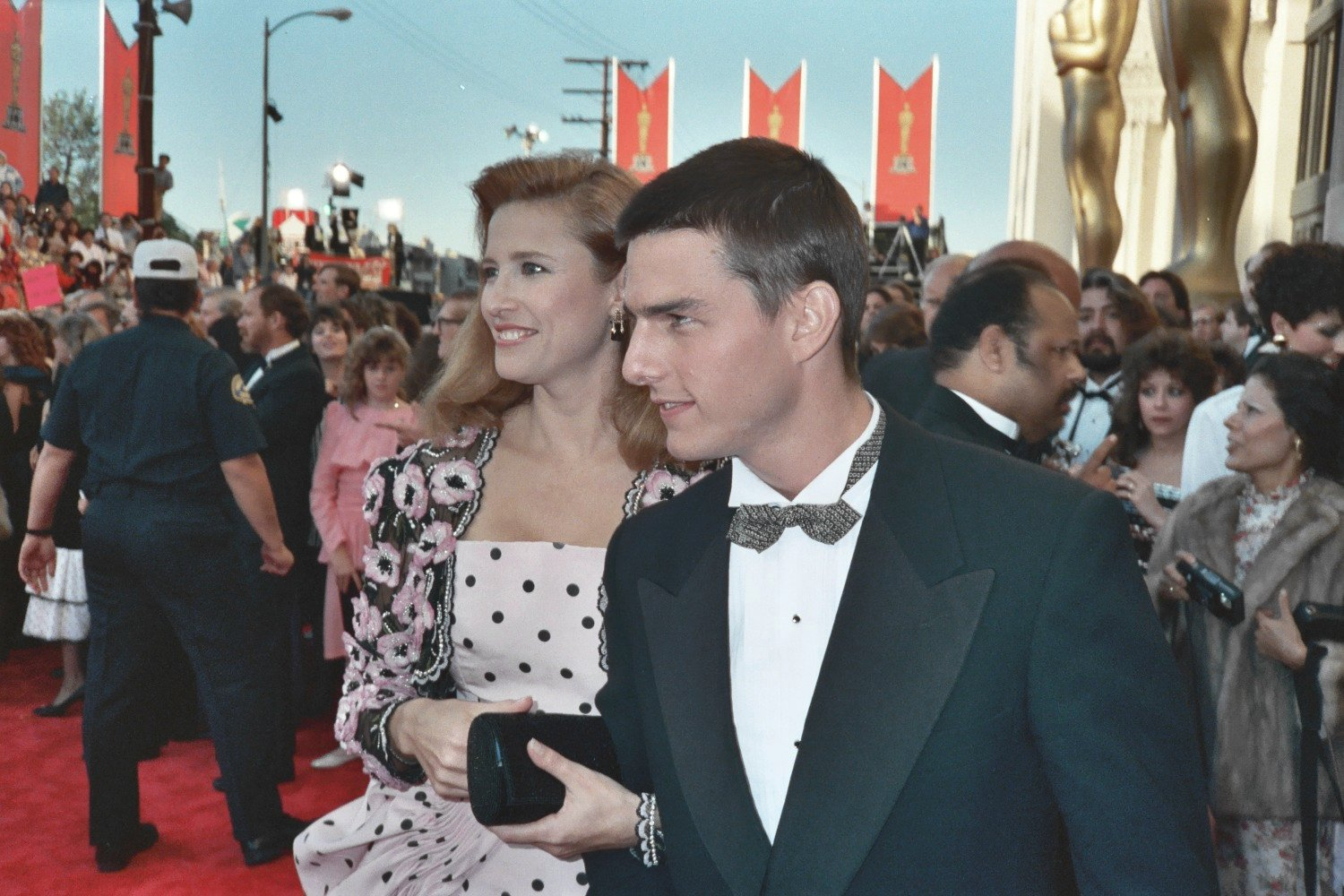
Mimi Rogers och Tom Cruise på Oscarsgalan 1989.

Cruise gifte sig den 9 maj 1987 med skådespelaren Mimi Rogers vilket varade till februari 1990 då de skilde sig. Rogers hade växt upp inom scientologin och var en av deras auditörer. De träffades då Cruise blev hennes klient 1985. Rogers fick 4 miljoner dollar i uppgörelse. Han skulle träffa skådespelaren Nicole Kidman på inspelningen av Days of Thunder (1990) och de gifte sig 24 december 1990. De adopterade två barn, Isabella Jane (född 1992) och Connor Antony (född 1995). Under 2001 skilde sig paret. Därefter följde ett romantiskt förhållande med skådespelaren Penélope Cruz, som han träffade under inspelningen av Vanilla Sky (2001). Deras tre år långa förhållande tog slut 2004. Perioden efter Cruz har varit väl omskriven, då tidningen Vanity Fair 2012 publicerade en artikel om att ledare inom scientologin i hemlighet försökte hitta en ny fru åt Cruise och höll auditions med skådespelande kvinnor inom scientologin. Vilket ska ha resulterat i ett kortvarigt förhållande med den iransk-brittiska skådespelaren Nazanin Boniadi som senare lämnade scientologin. Scientologin och Cruises advokater förnekade och hotade med stämningar. Journalisten Roger Friedman skulle senare ha fått ett bekräftande e-mail från regissören och den före detta scientologen Paul Haggis.

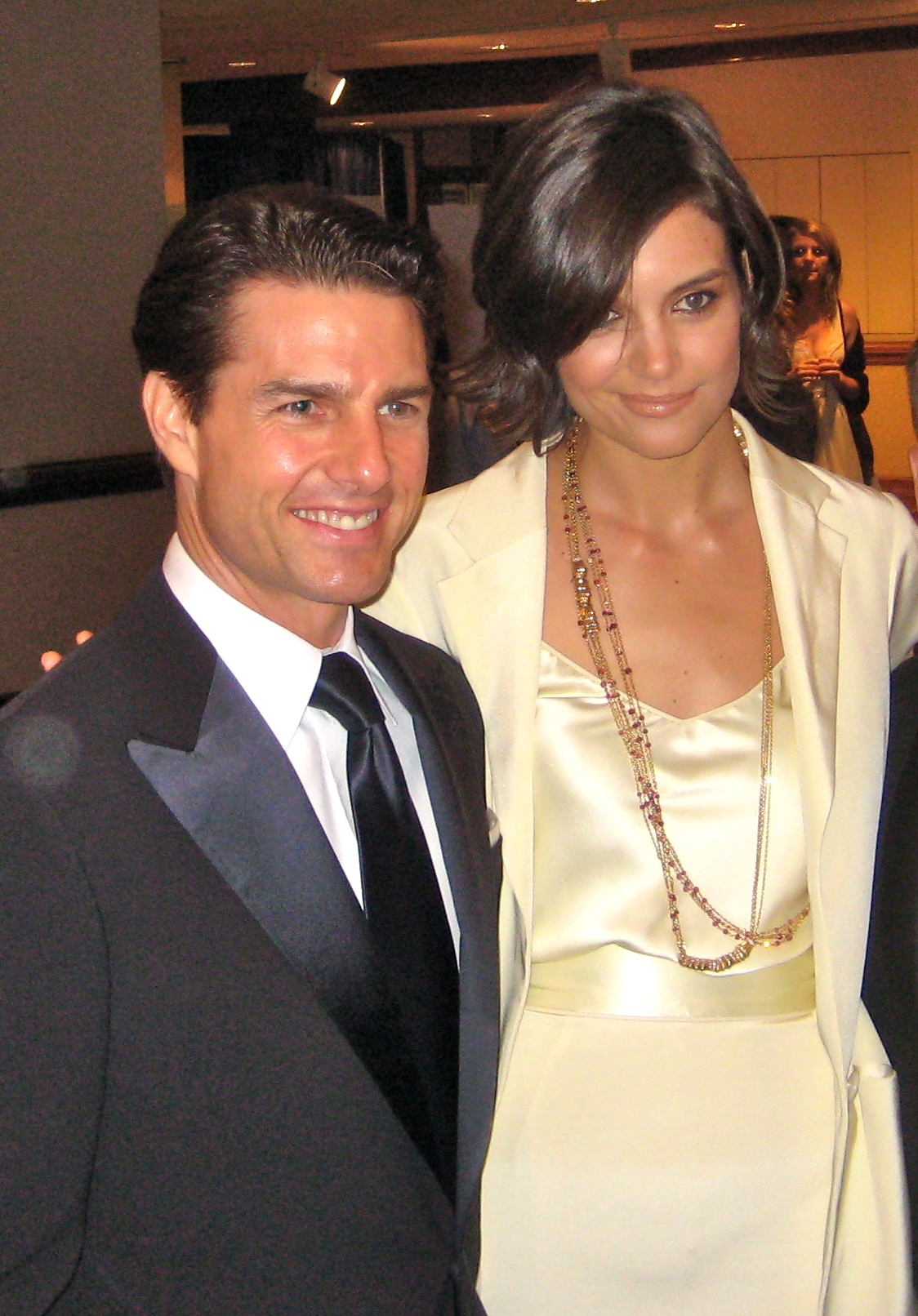
Cruise och Katie Holmes, maj 2009.

I början av april 2005 började Cruise träffa skådespelaren Katie Holmes. De fick snabbt namnet "TomKat" av media. Redan månaden efter medverkade Cruise i The Oprah Winfrey Show och förklarade sin kärlek för Holmes. När Cruise skulle beskriva de intensiva känslorna för den nya flickvännen började han hoppa i soffan som han satt i. Tilltaget blev ett eget uttryck -  jumping the couch. Denna så kallade "couch incident" har parodierats i filmer och åtskilligt på internet. I oktober månad annonserade paret att de väntade sitt första barn och den 18 april 2006 föddes deras dotter Suri. Holmes och Cruise gifte sig den 18 november 2006 i 1400-talsslottet Castello Orsini-Odescalchi i Bracciano i Italien. Ceremonin skedde inom scientologin och gästades av flera Hollywoodstjärnor. Det har också ryktats om att hela bröllopet arrangerades av scientologin. Ledaren för scientologin, David Miscavige var bestman åt Cruise. Paret skilde sig 2012 efter Holmes önskan att skydda deras dotter Suri från Scientologin.
År 1994 tog Cruise sitt pilotcertifikat och utövar avancerad flygning. Han äger flera flygplan, däribland ett P-51 Mustang.

### Religiös åskådning, scientologi
Cruise konverterade till scientologi genom sin första fru Mimi Rogers 1986 och blev en förespråkare för religionen på 2000-talet. Hans involvering i organisationen avslöjades först av tabloidtidningen Star 1990 och Cruise förnekade till en början att han var medlem. Cruise har sedan påstått att scientologin har hjälpt honom med hans dyslexi. Cruise har varit en nära vän till scientologins ledare David Miscavige sedan 1980-talet. Cruise lämnade kort scientologin i slutet av 1990-talet efter att han blivit skrämd av hemlig information han fick av ledarna. 1999 skickade Miscavige scientologen Mark Rathbun för att övertala Cruise om att fortsätta sina studier inom scientologin. Cruise skulle kort därefter skapa kontroverser när han försökte förespråka och sprida scientologin. I efterdyningarna av 11 september-attackerna startade han och donerade till att räddningsarbetare skulle få "detoxifieringsterapi" vilket blev starkt kritiserat, särskilt av räddningsarbetarna. 2004 fick Cruise ett pris av Scientologiledaren Miscavige för det arbete han försökte göra för räddningsarbetarna. Den förra scientologen Paul Haggis har avslöjat att Cruise har försökt konvertera flera kändisar, däribland Victoria och David Beckham, James Packer, Jada Pinkett, Will Smith och Steven Spielberg. Cruise har också varit en stor del i att kampanja för att Scientologin ska bli erkänd som religion i Europa. År 2005 avslöjade Frankrikes regering att Cruise hade utfört lobbyverksamhet mot inrikesministern Nicolas Sarkozy och senatorn Jean-Claude Gaudin. De både beskrev Cruise som en militant förespråkare för Scientologin och spärrade alla förhandlingar med honom. Sedan 2008 har Cruise förbjudit journalister att fråga honom om scientologi.

### Rättstvister
Under Cruises äktenskap med Nicole Kidman utstod paret mycket offentliga spekulationer om sitt sexliv och rykten om att Cruise var homosexuell. År 1998 stämde han Daily Express, en brittisk tabloid, som påstått att hans äktenskap med Kidman var en bluff utformad för att täcka upp Cruises homosexualitet. I maj 2001 lämnade han in en stämningsansökan mot gayporrskådespelaren Chad Slater. Slater hade berättat för kändisbladet Actustar att han skulle ha varit involverad i en affär med Cruise. Detta påstående förnekades bestämt av Cruise, och i augusti 2001 blev Slater beordrad att betala 10 miljoner dollar till Cruise i skadestånd efter att Slater förklarat att han inte hade råd att försvara sig mot stämningen. Slater tog tillbaka sitt uttalande.
Cruise stämde också Bold Magazine-utgivaren Michael Davis, som påstod men aldrig bekräftade att han hade en video som skulle visa att Cruise var homosexuell. Stämningsansökan släpptes i utbyte mot ett offentligt uttalande från Davis att videon inte var av Cruise, och att Cruise var heterosexuell. År 2006 stämde Cruise Jeff Burgar som ägde domänen TomCruise.com. Beslutat att lämna över domänen fattades av World Intellectual Property Organization 5 juli 2006. År 2009 stämde chefredaktören Michael Davis Sapir Cruise för misstänkta avlyssningar på hans telefon vilket skulle vara beställt av Cruise. Stämningen lades ner. 2012 stämde Cruise ytterligare två livsstilstidningar för förtal då de påstod att Cruise övergivit sin då 6-åriga dotter Suri. Stämningen nådde en förlikning följande år.

## Kontroverser

### Cruise kritik av psykiatri
Cruise sade i januari 2004: "Jag tycker psykiatri borde förbjudas". År 2005 skulle han kritisera skådespelerskan Brooke Shields för att hon använde det antidepressiva läkemedlet Paxil, som hon använde för att återhämta sig från postpartumdepression efter att hon födde sin första dotter 2003. Cruise hävdade att det inte finns något som kemisk obalans och att psykiatri är pseudovetenskap. Till sitt försvar svarade Shields: "Han borde hålla sig till att rädda världen från utomjordingar och låta kvinnor som upplever postpartumdepression själv bestämma vilken behandling som är bäst för dem själva". Cruise deltog i en hetsig debatt mot Matt Lauer i programmet Today på NBC. Medicinskt kunniga skulle då gå samman och förklarade Cruises kommentarer som att han spär på stigmat mot psykisk ohälsa. I augusti 2006 skulle Cruise slutligen be Shields om ursäkt, personligen. Även regissören Steven Spielberg skulle bli påverkad av bråket. I Cruises närhet hade han nämnt namnet på en vän som var terapeut och kort därefter hade hans kontor blivit utsatt för protester av Scientologer.

### Borttagen Youtube video
Den 15 januari 2008 laddades en intervju med Tom Cruise upp på Youtube. Videon var producerad av Scientologin och uppladdad av Anonymous-kopplade hackarna Project Chanology. I videon beskrev Cruise vad Scientologin betydde för honom. Scientologin sade att videon hade blivit stulen och editerad från en tre timmar lång intervju, avsedd enbart för dess medlemmar. Youtube plockade bort videon efter att Cruise hotade med stämningar. Den lades sedan upp igen och hade 2024 över 16 miljoner visningar.

## Filmografi

### Som skådespelare
| År   | Filmtitel                                     | Roll                           | Noter |
| ---- | --------------------------------------------- | ------------------------------ | --- |
| 1981 | Endless Love                                  | Billy                          | |
| 1981 | Tapto                                         | Kadettkapten David Shawn       | |
| 1983 | Outsiders                                     | Steve Randle                   | |
| 1983 | Losin' It                                     | Woody                          | |
| 1983 | Ta chansen!                                   | Stefen "Stef" Djordjevic       | |
| 1983 | Föräldrafritt                                 | Joel Goodson                   | Nominerad - Golden Globe Award for Best Actor – Motion Picture Musical or Comedy |
| 1985 | Legenden - mörkrets härskare                  | Jack O' The Green              | |
| 1986 | Top Gun                                       | Lt. Pete 'Maverick' Mitchell   | |
| 1986 | The Color of Money - Revanschen               | Vincent Lauria                 | |
| 1988 | Cocktail                                      | Brian Flanagan                 | Nominerad- Razzie Award for Worst Actor |
| 1988 | Rain Man                                      | Charlie Babbitt                | Kansas City Film Critics Circle Award for Best Supporting Actor |
| 1989 | Född den fjärde juli                          | Ron Kovic                      | Chicago Film Critics Association Award for Best Actor Golden Globe Award for Best Actor – Motion Picture Drama Nominerad - Oscar för bästa manliga huvudroll Nominerad - BAFTA Award for Best Actor in a Leading Role Nominerad - David di Donatello Award for Best Foreign Actor Nominerad - New York Film Critics Circle Award for Best Actor (Andra plats) |
| 1990 | Days of Thunder                               | Cole Trickle                   | Även manus |
| 1992 | Drömmarnas horisont                           | Joseph Donnelly                | Nominerad - MTV Movie Award for Best On-Screen Duo |
| 1992 | På heder och samvete                          | Löjtnant Daniel Kaffee         | Nominerad - Golden Globe Award for Best Actor – Motion Picture Drama Nominerad - MTV Movie Award for Most Desirable Male Nominerad - MTV Movie Award for Best Male Performance |
| 1993 | Firman                                        | Mitch McDeere                  | Nominerad - MTV Movie Award for Most Desirable Male Nominerad - MTV Movie Award for Best Male Performance |
| 1994 | En vampyrs bekännelse                         | Lestat de Lioncourt            | Razzie Award for Worst Screen Couple/Ensemble Nominerad - MTV Movie Award for Best On-Screen Duo Nominerad - MTV Movie AwardMTV Movie Award for Best Villain Nominerad - MTV Movie Award for Most Desirable Male Nominerad - Saturn Award for Best Actor |
| 1996 | Mission: Impossible                           | Ethan Hunt                     | Producers Guild of America Award for Most Promising Producer in Theatrical Motion Pictures |
| 1996 | Jerry Maguire                                 | Jerry Maguire                  | Blockbuster Entertainment Award for Favorite Actor - Comedy/Romance Golden Globe Award for Best Actor – Motion Picture Musical or Comedy MTV Movie Award for Best Male Performance National Board of Review Award for Best Actor Satellite Award for Best Actor – Motion Picture Musical or Comedy Florida Film Critics Circle Award for Best Actor (Andra plats) Nominerad - Oscar för bästa manliga huvudroll Nominerad - Screen Actors Guild Award for Outstanding Performance by a Male Actor in a Leading Role                                                                                |
| 1999 | Eyes Wide Shut                                | Bill Harford                   | Nominerad - Blockbuster Favorite Actor - Drama/Romance |
| 1999 | Magnolia                                      | Frank T.J. Mackey              | Blockbuster Favorite Supporting Actor - Drama Chicago Film Critics Association Award for Best Supporting Actor Florida Film Critics Circle Award for Best Cast Golden Globe Award for Best Supporting Actor – Motion Picture National Board of Review Award for Best Cast Nominerad - Oscar för bästa manliga biroll Nominerad - Satellite Award for Best Supporting Actor – Motion Picture Nominerad - Screen Actors Guild Award for Outstanding Performance by a Cast in a Motion Picture Nominerad - Screen Actors Guild Award for Outstanding Performance by a Male Actor in a Supporting Role |
| 2000 | Mission: Impossible II                        | Ethan Hunt                     | MTV Movie Award for Best Male Performance Nominerad - Blockbuster Entertainment Award for Favorite Actor - Action |
| 2001 | Stanley Kubrick: A Life in Pictures           | Berättare                      | |
| 2001 | Vanilla Sky                                   | David Aames                    | Saturn Award for Best Actor |
| 2002 | Space Station 3D                              | Berättare                      | |
| 2002 | Minority Report                               | John Anderton                  | Empire Award for Best Actor Nominerad- Saturn Award for Best Actor |
| 2002 | Austin Powers in Goldmember                   | Sig själv                      | |
| 2003 | Den siste samurajen                           | Capt. Nathan Algren            | American Film Institute Movie of the Year EMMA Award for Best Film Actor Nominerad - Golden Globe Award for Best Actor – Motion Picture Drama Nominerad - MTV Movie Award for Best Performance Nominerad – MTV Movie Award for Best Male Performance Nominerad - Producers Guild of America Award for Best Theatrical Motion Picture Nominerad - Satellite Award for Best Actor – Motion Picture Nominerad - Saturn Award for Best Actor |
| 2004 | Collateral                                    | Vincent                        | Nominerad - Empire Award for Best Actor Nominerad - MTV Movie Award for Best Villain Nominerad - Saturn Award for Best Actor |
| 2005 | Världarnas krig                               | Ray Ferrier                    | Nominerad - Razzie Award for Worst Actor Nominerad - Saturn Award for Best Actor |
| 2006 | Mission: Impossible III                       | Ethan Hunt                     | Nominerad - Saturn Award for Best Actor |
| 2007 | Lejon och lamm                                | Senator Jasper Irving          | |
| 2008 | Valkyria                                      | Claus von Stauffenberg         | Bambi Courage Award Nominerad - Saturn Award for Best Actor |
| 2008 | Tropic Thunder                                | Les Grossman                   | Nominerad - Golden Globe Award for Best Supporting Actor – Motion Picture |
| 2010 | Knight and Day                                | Roy Miller                     | |
| 2011 | Mission: Impossible – Ghost Protocol          | Ethan Hunt                     | Nominerad - MTV Movie Award for Best Fight Nominerad - MTV Movie Award for Best Gut Wrenching Performance Nominerad - Saturn Award for Best Actor |
| 2012 | Rock of Ages                                  | Stacee Jaxx                    | |
| 2012 | Jack Reacher                                  | Jack Reacher                   | |
| 2013 | Oblivion                                      | Jack Harper                    | |
| 2014 | Edge of Tomorrow                              | Major William "Bill" Cage      | |
| 2015 | Mission: Impossible – Rogue Nation            | Ethan Hunt                     | |
| 2016 | Jack Reacher: Never Go Back                   | Jack Reacher                   | |
| 2017 | The Mummy                                     | Nick Morton                    | Razzie Award for Worst Actor |
| 2017 | American Made                                 | Barry Seal                     | |
| 2018 | Mission: Impossible – Fallout                 | Ethan Hunt                     | Nominerad - Saturn Award for Best Actor |
| 2022 | Top Gun: Maverick                             | Capt. Pete "Maverick" Mitchell | Saturn Award for Best Actor Nominerad - Golden Globes Award for Best Motion Picture – Drama Nominerad - Screen Actors Guild Award for Outstanding Performance by a Stunt Ensemble Nominerad - Critics' Choice Movie Awards for Best Actor |
| 2023 | Mission: Impossible – Dead Reckoning Part One | Ethan Hunt                     | |
| 2025 | Mission: Impossible – The Final Reckoning     | Ethan Hunt                     | Kommande |
| TBA  | Judy                                          | Jack Samson                    | Kommande |

### Som producent
| År   | Filmititel                                    | Produktionsroll    | Noter                                        |
| ---- | --------------------------------------------- | ------------------ | -------------------------------------------- |
| 1996 | Mission: Impossible                           | Producent          | Tredje mest inkomstbringande filmen år 1996. |
| 1998 | Without Limits                                | Producent          |                                              |
| 2000 | Mission: Impossible II                        | Producent          | Tredje mest inkomstbringande filmen år 2000. |
| 2001 | The Others                                    | Exekutiv producent |                                              |
| 2001 | Vanilla Sky                                   | Producent          |                                              |
| 2002 | Narc                                          | Exekutiv producent |                                              |
| 2002 | Hitting It Hard                               | Producent          | Direct-to-video Dokumentärfilm Kortfilm      |
| 2003 | Shattered Glass                               | Exekutiv producent |                                              |
| 2003 | Den siste samurajen                           | Producent          |                                              |
| 2004 | Suspect Zero                                  | Producent          | Okrediterad                                  |
| 2005 | Elizabethtown                                 | Producent          |                                              |
| 2006 | Ask the Dust                                  | Producent          |                                              |
| 2006 | Mission: Impossible III                       | Producent          |                                              |
| 2011 | Mission: Impossible – Ghost Protocol          | Producent          | Sjunde mest inkomstbringande filmen år 2011. |
| 2012 | Jack Reacher                                  | Producent          |                                              |
| 2015 | Mission: Impossible – Rogue Nation            | Producent          |                                              |
| 2016 | Jack Reacher: Never Go Back                   | Producent          |                                              |
| 2018 | Mission: Impossible – Fallout                 | Producent          |                                              |
| 2022 | Top Gun: Maverick                             | Producent          |                                              |
| 2023 | Mission: Impossible – Dead Reckoning Part One | Producent          |                                              |
| 2025 | Mission: Impossible – The Final Reckoning     | Producent          |                                              |